# Dodd City (Teksas)
Dodd City je gradić u američkoj saveznoj državi Teksas. Prema popisu stanovništva iz 2010. u njemu je živjelo 369 stanovnika.